# College (Alaska)
Pour les articles homonymes, voir Collège.
College est une ville d'Alaska aux États-Unis. C'est une census-designated place, dans le Borough de Fairbanks North Star, sa population était de 12 964 habitants en 2010.
Elle se situe à 5 km de Fairbanks sur la Route de l'Alaska.
Les températures moyennes vont de −28 °C à −19 °C en janvier, et de 9 °C à 22 °C en juillet.
C'est le lieu d'implantation de l'Université d'Alaska, établie en 1917, d'où son nom. La plupart des habitants travaillent à Fairbanks qui est tout proche, ou directement à l'université.

## Démographie
| 1930 | 1940 | 1950 | 1960  | 1970  | 1980  |
| ---- | ---- | ---- | ----- | ----- | ----- |
| 61   | 234  | 424  | 1 755 | 3 434 | 4 043 |

| 1990   | 2000   | 2010   | - | - | - |
| ------ | ------ | ------ | - | - | - |
| 11 249 | 11 402 | 12 964 | - | - | - |

### Source
- (en) CIS